# Municipio de Arriaga
El municipio de Arriaga es uno de los 124 municipios en que se encuentra dividido el estado mexicano de Chiapas. Se encuentra al oeste del estado, en la frontera con Oaxaca y su cabecera es la ciudad de Arriaga.

## Geografía
El municipio de Arriaga se encuentra localizado en el extremo oeste del estado de Chiapas, en sus límites con el estado de Oaxaca en el istmo de Tehuantepec. Su extensión territorial es de 808 km². Forma parte de la región socioeconómica IX Istmo Costa.

### Límites municipales
Limita al norte con los municipios de Cintalapa y Jiquipilas; al este con los municipios de Jiquipilas, Villaflores y Tonalá; al sur con el municipio de Tonalá y la Zona Interestatal Chiapas-Oaxaca; al oeste con la Zona Interestatal Chiapas-Oaxaca y el municipio de Cintalapa.

## Clima
Los climas existentes en el municipio son:
Aw0(w) cálido subhúmedo con lluvias en verano, que abarca el 93.60% de la superficie municipal; (A)C(m)(w) semicálido húmedo con lluvias en verano, el 5.50%; A(C)w0(w) semicálido subhúmedo con lluvias en verano, el 0.86% y el 0.04% de C(m)(w) templado húmedo con lluvias en verano.
En los meses de mayo a octubre, la temperatura mínima promedio va de los 15 °C a los 22.5 °C, mientras que la máxima promedio oscila entre 24 °C y 34.5 °C.
En el periodo de noviembre - abril, la temperatura mínima promedio va de 12 °C a 19.5 °C, y la máxima por arriba de 33 grados.
En los meses de mayo a octubre, la precipitación media fluctúa entre los 1200 mm y los 2300 mm, y en el periodo de noviembre - abril, la precipitación media va de los 50 mm a 150 mm. 
La temperatura media anual promedio es de 28.10 °C. La precipitación anual promedio es de 1535.8 mm. Distribuida en dos estaciones bien marcadas durante el año: la húmeda de mayo a octubre y la seca de noviembre a abril.
La cabecera municipal es conocida como la Ciudad de los Vientos porque a través de él corren grandes ventarrones generados por la baja presión atmosférica de la zona costera del Istmo de Tehuantepec y su intercambio con masas de aire templado que provienen de la sierra madre, este fenómeno es más marcado en la cercana zona conocida como La Ventosa en Oaxaca.
Los vientos predominantes en esta zona corren en dirección noroeste-sureste, generando un intercambio entre mar-tierra y viceversa, la velocidad media es de 60 km, por hora con rachas de hasta 90 km/h en los meses de febrero a julio y con menos intensidad en agosto y septiembre. En la parte alta de montaña los vientos disminuyen de enero a abril.

## Demografía
De acuerdo a los resultados del Censo de Población y Vivienda de 2020 realizado por el Instituto Nacional de Estadística y Geografía, la población total del municipio es de 41 135 habitantes, lo que representa un crecimiento promedio de 0.28% anual en el período 2010-2020 sobre la base de los 40 042 habitantes registrados en el censo anterior. Al año 2020 la densidad del municipio era de 50,93 hab/km².
| Gráfica de evolución demográfica de Municipio de Arriaga entre 2000 y 2020 |
|                                                                            |
| Fuente: Instituto Nacional de Estadística Geografía e Informática          |

El 48.5% de los habitantes eran hombres y el 51.5% eran mujeres. El 91.6% de los habitantes mayores de 15 años (28 013 personas) estaba alfabetizado. La población indígena sumaba 515 personas.
En el año 2010 estaba clasificado como un municipio de grado bajo de vulnerabilidad social, con el 17.86% de su población en estado de pobreza extrema. Según los datos obtenidos en el censo de 2020, la situación de pobreza extrema afectaba al 15.1% de la población (6677 personas).

### Localidades
En el censo de 2020 el municipio de Arriaga contaba con 250 localidades.
| Código INEGI      | Localidad         | Población (2020) |
| ----------------- | ----------------- | ---------------- |
| 070090001         | Arriaga           | 25 366           |
| 070090041         | Emiliano Zapata   | 3 542            |
| 070090046         | La Gloria         | 1 860            |
| 070090058         | La Línea          | 1 450            |
| 070090053         | Lázaro Cárdenas   | 1 294            |
| 070090013         | Azteca            | 1 190            |
| Otras localidades | Otras localidades | 6 433            |
| Total municipal   | Total municipal   | 41 135           |

## Política

### Representación legislativa
Para la elección de diputados locales al Congreso de Chiapas y de diputados federales a la Cámara de Diputados federal, el municipio de Arriaga se encuentra integrado en los siguientes distritos electorales:
Local:
- Distrito electoral local de 15 de Chiapas con cabecera en Villaflores.[14]

Federal:
- Distrito electoral federal 7 de Chiapas con cabecera en Arriaga.[15]

## Salud y educación
En 2010 el municipio tenía un total de 12 unidades de atención de la salud, con 92 personas como personal médico. Existían 39 escuelas de nivel preescolar, 45 primarias, 15 secundarias, 5 bachilleratos y 5 escuelas de formación para el trabajo.

## Actividades económicas
Las principales actividades económicas del municipio son el comercio minorista, la prestación de servicios de alojamiento temporal y preparación de alimentos y bebidas y, en menor medida, la prestación de servicios generales no gubernamentales.